# Jandy Nelson
Jandy Nelson (New York, 25 november 1965) is een Amerikaans jeugdboekenschrijfster. Haar boeken worden in meer dan twintig landen uitgegeven, waaronder in Nederland. 

## Biografie
Nelson werd geboren in New York City. Toen ze twaalf jaar oud was, verhuisde ze samen met haar moeder naar Californië. Ze behaalde een Bachelor of Arts aan Cornell University en meerdere Master of Fine Arts-diploma's. Later studeerde ze aan het Vermont College of Fine Arts. Voor haar carrière als schrijfster werkte Nelson dertien jaar als literair agent bij Manus & Associates Literary Agency. Ze woont in San Francisco.

## Boeken
Nelsons roman uit 2010, The Sky Is Everywhere, volgt de zeventienjarige Lennie Walker terwijl zij het verlies van haar zus verwerkt. Verdeeld tussen rouw en zelfontdekking moet Lennie leren de hoofdrol in haar eigen leven op zich te nemen. The Sky Is Everywhere werd geselecteerd door de Young Adult Library Services Association (YALSA) als Beste Fictie voor Young Adults en verscheen op talrijke tiplijsten, waaronder die van NPR. Vanaf april 2015 was de roman uitgegeven in meer dan twintig landen. Het boek werd in 2022 verfilmd voor Apple TV+.
Nelsons tweede roman, de New York Times-bestseller I'll Give You the Sun, werd gepubliceerd in 2014 en gaat over de hechte maar zeer competitieve tweeling Noah en Jude. Een reeks familietragedies, wreedheden en misverstanden drijft een wig tussen hen; pas wanneer zij elkaar weer terugvinden, beginnen ze zichzelf echt te begrijpen en kunnen ze hun wereld weer herstellen. I'll Give You the Sun won de Printz Award en de Josette Frank Award van het CBC voor oudere lezers (de prijs voor jongere lezers moest worden gedeeld met Ann M. Martins Rain Reign) en kreeg een eervolle vermelding bij de Stonewall Book Awards. Het boek was finalist voor de 2014 California Book Awards in de categorie Young Adults. Het werd opgenomen in tal van tiplijsten, waaronder de YALSA Top 10 Best Fiction for Young Adults 2015, NPR's Guide To 2014's Great Reads, de Top 10 YA Books van Time Magazine, de Top 10 van de ALA Rainbow Book List, en de Best Children's Book of the Year with Outstanding Merit van het CBC. Vanaf april 2015 was I'll Give You the Sun uitgegeven in 25 landen. De filmrechtenoptie is gekocht door Warner Bros.
In 2024 verscheen When the World Tips Over, dat naar 18 talen werd vertaald en onder andere op de Top-lijstjes van Barnes & Noble, Kirkus en Irish Times stond. Het boek werd in het Nederlands vertaald als: Als de wereld wankelt. Het boek is genomineerd voor de 94th Annual California Book Awards in 2025.
Zowel Ik geef je de zon, als het boek Als de wereld wankelt, zijn aangewezen voor Lezen voor de Lijst, leeftijdscategorie 12-15 jaar, niveau 4.
In april 2025 was Nelson in Utrecht, en werd ze tijdens een YALFU Book Talk op het ILFU geïnterviewd door Teddy Tops.